# Leucostegia nephrodioides
Leucostegia nephrodioides là một loài dương xỉ trong họ Hypodematiaceae. Loài này được Copel. mô tả khoa học đầu tiên năm 1917.
Danh pháp khoa học của loài này chưa được làm sáng tỏ. 